# 이안 보스트리지

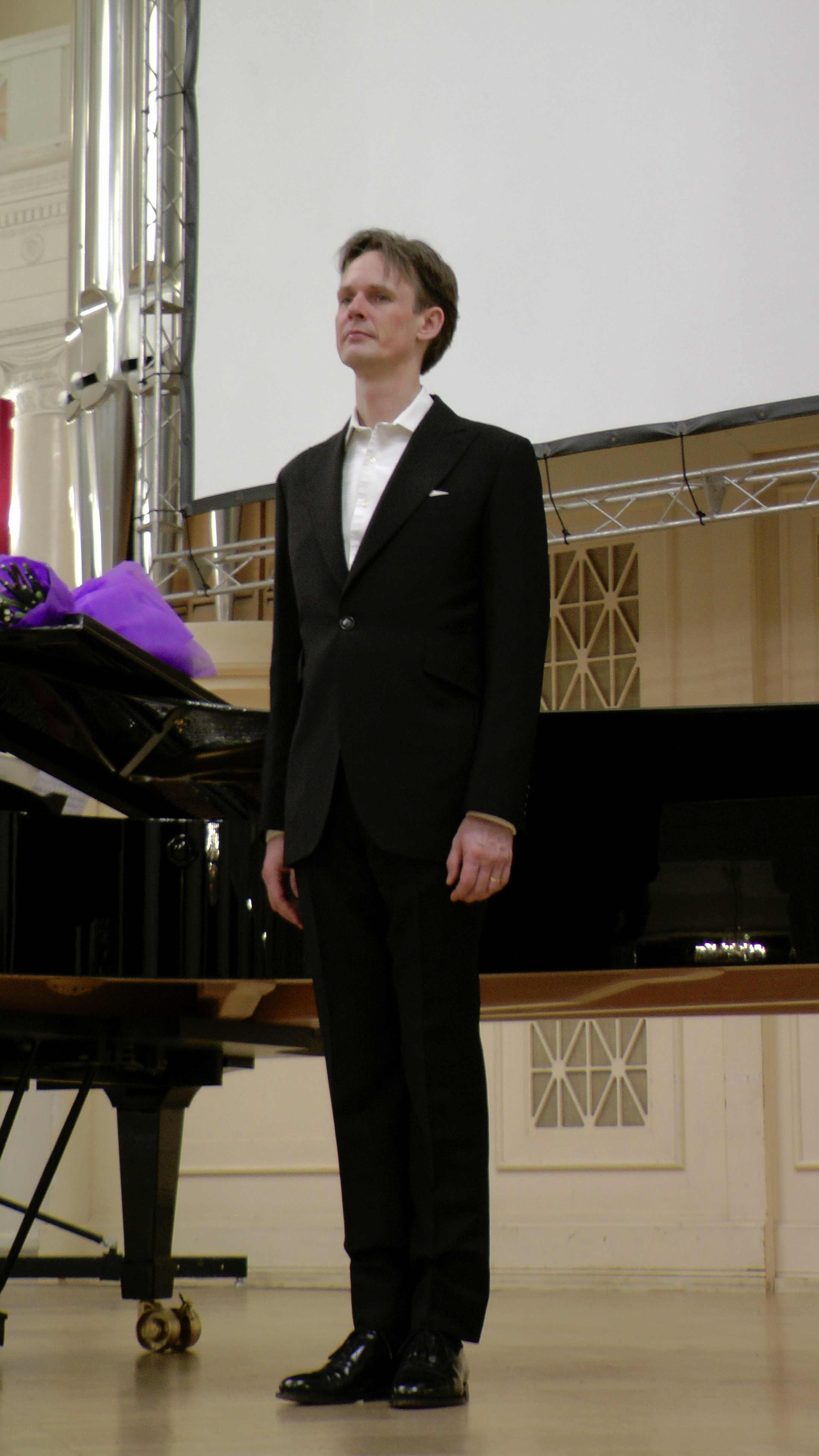
이안 보스트리지 (2014년)

이안 보스트리지(영어: Ian Bostridge, CBE, 1964년 12월 25일 ~ )는 영국의 테너 성악가이다. 주로 슈베르트의 가곡을 많이 불렀으며 옥스퍼드 대학교와 케임브리지 대학교에서 현대사를 전공하였다. 1992년 작가 루카스타 밀러와 결혼하여 슬하에 1남 1녀를 두고 있다.

## 서훈
- 2004년 대영 제국 훈장 3등급(CBE) 수훈[1]